# Meinrad Natmeßnig
Meinrad Natmeßnig (* 19. März 1892 im heutigen Ortsteil Dolintschig der Stadt Feldkirchen; † 27. April 1982 in Velden) war ein österreichischer Bankmanager, Person des österreichischen gewerblichen Genossenschaftswesens und nationalsozialistischer Funktionär.

## Leben und Ausbildung
Natmeßnig arbeitete ab dem Alter von 14 Jahren zunächst als Hilfsarbeiter in einer Papierfabrik, dann als Gehilfe der Bauleitung der Tauernbahn, ab 1910 in der Kanzlei einer Ziegelfabrik. Im Fernstudium bildete er sich in Stenographie und Buchhaltung weiter, weshalb er eine Anstellung bei der Gewerblichen Spar- und Kreditkasse in Spittal an der Drau fand. 
Als bekennender Deutschnationaler war er unter anderem auch Mitglied im Österreichischen Turnverein. Nach dem Anschluss Österreichs an das Deutsche Reich wurde er im März 1938 Finanzreferent der Landesregierung, öffentlicher Verwalter des in Klagenfurt ansässigen Alpenländischen Genossenschaftsverbandes und ab 1941 bis zur Befreiung Gauhauptmann. Er beantragte am 19. Mai 1938 die Aufnahme in die NSDAP und wurde rückwirkend zum 1. Mai desselben Jahres aufgenommen (Mitgliedsnummer 6.178.399). Ab 1. Mai 1945 war er auch Regierungspräsident. 
Gegen Ende des Zweiten Weltkriegs vermittelte er die kampflose Machtübertragung von Gauleiter Friedrich Rainer an Vertreter der demokratischen Parteien am 7. Mai 1945, vor dem Einmarsch der britischen Truppen. Dies war ein einmaliger Fall, wo die nationalsozialistischen Behörden die Amtsgeschäfte an demokratische Vertreter übergaben. 
Am 16. Mai 1945 wurde Natmeßnig von den Briten verhaftet und bis Ende 1946 interniert. In einem Prozess vor dem Landesgericht Klagenfurt wurde er freigesprochen, im Zuge der Entnazifizierung verlor er jedoch bis 1952 seinen Direktorenposten, den er bis 1945 bekleidet hatte.

## Berufliche Tätigkeit
1914 wurde er Geschäftsführer des Gewerblichen Aushilfskassenvereins in Klagenfurt (heute Gewerbe- und Handelsbank Volksbank Kärnten AG), nach dessen Umbenennung in Gewerbe- und Handelsbank Klagenfurt im Jahr 1919 deren Direktor. Er blieb trotz zahlreicher anderer Ämter geschäftsführender Direktor und war von 1941 bis 1945 auch Vorstandsmitglied der Genossenschaft. In der Zeit von 1947 bis 1952 diente er der Genossenschaft als Konsulent und nahm von 1953 bis 1965 seinen Vorstands- und Geschäftsführungsposten  wieder ein. Nach seiner Pensionierung im 1965 fungierte er noch bis 1979 als Obmann-Stellvertreter im Vorstand der Bank. Er wurde 1979 ob seiner Verdienste zum Ehrenobmann der Genossenschaft gewählt.

## Auszeichnungen
- Träger des Goldenen Ehrenzeichens für Verdienste um die Republik Österreich